# Gen Ōtsuka
Gen Ōtsuka (大束 元, Ōtsuka Gen, 1912-1992) est un photographe japonais.